# Rhipidocerus australasiae
Rhipidocerus australasiae is een keversoort uit de familie boktorren (Cerambycidae). De wetenschappelijke naam van de soort is voor het eerst geldig gepubliceerd in 1842 door Westwood.